# 2004年9月民主党代表選挙
2004年9月民主党代表選挙（2004ねん9がつみんしゅとうだいひょうせんきょ）は、岡田克也代表の任期満了に伴い、2004年（平成16年）9月13日に行われた民主党代表を選任する選挙である。岡田克也が再任された。

## 党代表選データ

### 日程
- 8月30日 - 告示・立候補受付。岡田克也のみ立候補。
- 9月13日 - 民主党臨時党大会が開かれ、岡田克也の代表再任を承認。